# Steinachtal mit Naturwaldreservat Kühberg
Steinachtal mit Naturwaldreservat Kühberg este o arie protejată (arie specială de conservare — SAC, sit de importanță comunitară — SCI) din Germania întinsă pe o suprafață de 86,89 ha, integral pe uscat.

## Localizare
Centrul sitului Steinachtal mit Naturwaldreservat Kühberg este situat la coordonatele 50°11′05″N 11°31′42″E / 50.1847°N 11.5283°E.

## Înființare
Situl Steinachtal mit Naturwaldreservat Kühberg a fost declarat sit de importanță comunitară în martie 2001 pentru a proteja 9 specii de animale. Situl a fost protejat și ca arie specială de conservare în aprilie 2016.

## Biodiversitate
Situată în ecoregiunea continentală, aria protejată conține 11 habitate naturale: Cursuri de apă de la nivel de câmpie la nivel montan, cu vegetație Ranunculion fluitantis și Callitricho-Batrachion, Pajiști carstice calcaroase sau bazofile, de Alysso-Sedion albi, Fânețe montane, Pante stâncoase calcaroase cu vegetație casmofită, Pante stâncoase silicioase cu vegetație casmofită, Roci stâncoase cu vegetație pionieră de Sedo-Scleranthion sau Sedo albi-Veronicion dillenii, Peșteri inaccesibile publicului, Păduri de fag Asperulo-Fagetum, Păduri de stejar și carpen Galio-Carpinetum, Păduri pe pante, grohotișuri și ravene de Tilio-Acerion, Păduri aluvionare cu Alnus glutinosa și Fraxinus excelsior (Alno-Padion, Alnion incanae, Salicion albae).
La baza desemnării sitului se află mai multe specii protejate:
- păsări (8): minunița (Aegolius funereus), pescăruș albastru (Alcedo atthis), buha (Bubo bubo), ciocănitoare neagră (Dryocopus martius), muscar (Ficedula parva), ciuvică (Glaucidium passerinum), viespar (Pernis apivorus), ciocănitoare verzuie (Picus canus)
- pești (1): cicar (Lampetra planeri)

Pe lângă speciile protejate, pe teritoriul sitului au mai fost identificate 1 specie de mamifere.